# Papegaaienkruid
Papegaaienkruid (Amaranthus retroflexus) is een eenjarige plant uit de amarantenfamilie (Amaranthaceae). De van oorsprong Noord-Amerikaanse soort is een kosmopoliet die inmiddels in alle werelddelen voorkomt, ook in grote delen van Europa.
De plant wordt 20 tot 100 cm hoog en heeft een vrij dikke, gegroefde, dicht behaarde, ruwe, rechtopgaande, aan de voet roodachtige stengel met korte haartjes. De 5-15 cm lange, 1-7 cm brede elliptische bladeren hebben de grootste breedte iets onder het midden. De nerven aan de onderkant van het blad zijn bezet met haren.
De eenhuizige plant bloeit van juli tot in oktober met eenslachtige, 2-3 mm grote witachtig-groenige bloempjes die in een dichte, dikke, onbebladerde pluim staan. De bloemen hebben vijf, smal spatelvormige, stomp met een korte spits, 2,5-3,5 lange bloemdekbladen, die meestal langer zijn dan de vrucht. De vrouwelijke bloemen hebben drie stempels. Aan de top van de bloeiwijze staan enkele  mannelijke bloemen, die vier of vijf meeldraden hebben. De 3-6 mm lange schutblaadjes zijn stijf en prikkerig. 
De afgeplat eivormige, 1,5-2,5 mm grote vrucht is een eenzadig, regelmatig openspringend (dehiscent) nootje. De zwarte tot donkerbruine, eivormige, 1-1,3 mm grote zaden zijn glad en glanzend. In optimale omstandigheden kan de plant honderdduizenden zaden produceren die zich makkelijk verspreiden via water en wind.
De plant komt voor op droge, matig voedselrijk grond langs wegen en spoorwegen, op land- en tuinbouwakkers en op rivieroevers.

## Toepassingen
Papegaaiekruid werd door verschillende Indianenstammen gebruikt als voedsel en voor medische doeleinden.
In de Indiase deelstaat Kerala worden de fijngesneden bladeren gebruikt voor het gerecht thoran in combinatie met chilipepers, look, kokosnoot en andere ingrediënten.

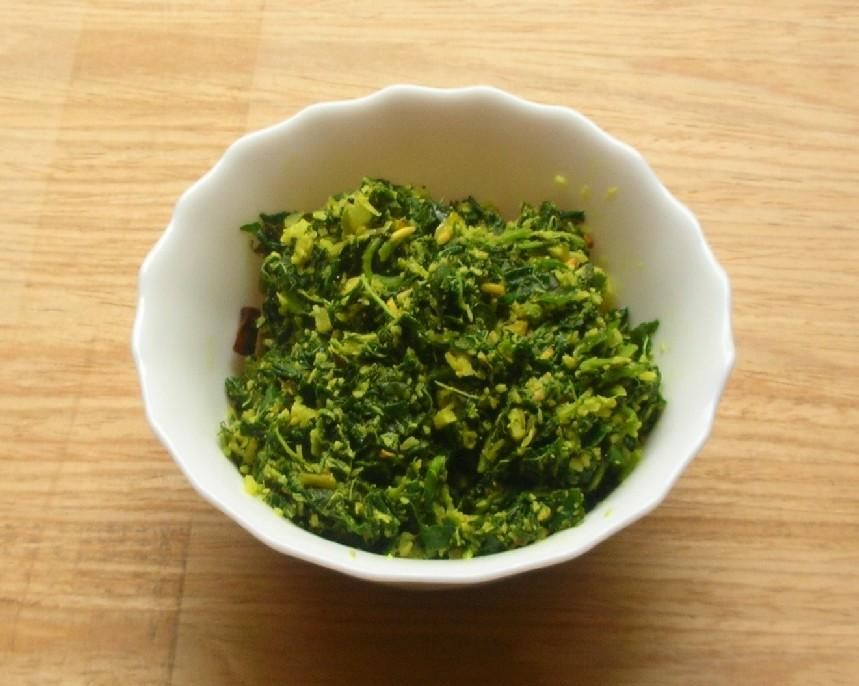
Thoran

## Namen in andere talen
- Duits: Gekrümmter Fuchsschwanz
- Engels: Common Amaranth, Redroot amaranth, Wild-Beet Amaranth
- Frans: Amarante réfléchie